# Pingvinstång

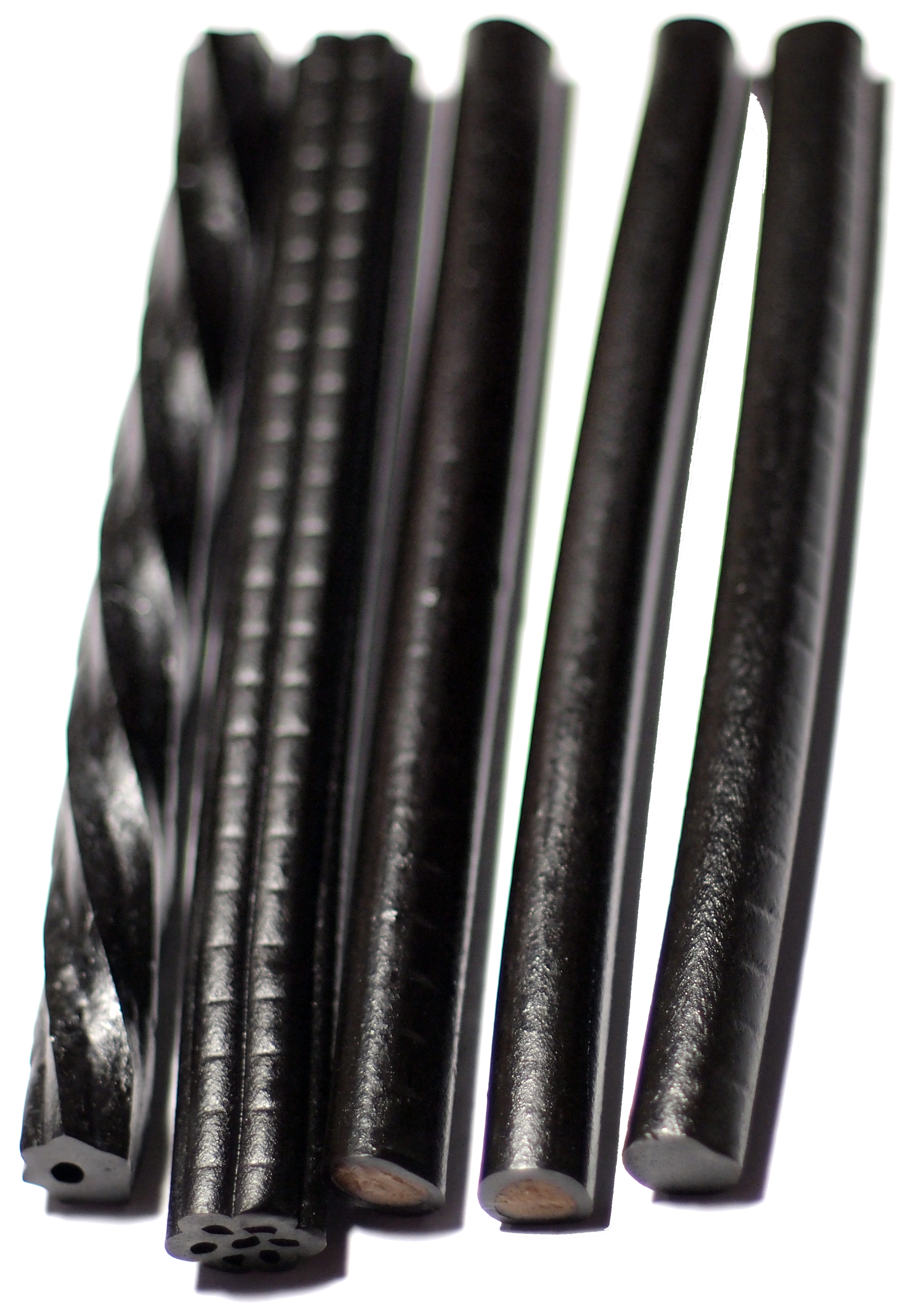
Lakritsstänger från Toms multiförpackning Lakrits zap.

Pingvinstång är en godisprodukt som tillverkas av den danska godistillverkaren Toms och som tillverkaren själv kallar stång. Produkten finns i flera olika smaker, har formen av en cirka 20 centimeter lång cylinder med en diameter på cirka 1 centimeter. Den består av ett yttre lager som omger en inre fyllning. I Sverige dominerar Toms stänger marknaden för godisstänger. Toms stänger förekommer även i mindre bitar som lösviktsgodis, men under namn som till exempel ”mintbit”. Den tecknade pingvin som tidigare fanns på förpackningarna har tagits bort.
Stången finns/har funnits i följande varianter:
- Mint
- Salt karamell
- Häxvrål
- Cola-Chok
- Jordgubb
- Citron/Lakrits
- Midsommarstång (tillfällig sommarprodukt)
- Tivoli/Rabarber
- Salta hallon
- Ferrari (uppgiven smak av hallon)
- Sur smultron
- Kokos
- Mango
- Sur melon
- Sur Persika/Hallon